# Bamingui
Bamingui – miasto w Republice Środkowoafrykańskiej, w prefekturze Bamingui-Bangoran; 6200 mieszkańców (2004).